# Cristóbal de Acevedo
Cristóbal de Acevedo – hiszpański malarz barokowy, kontynuator stylu Vicente Carducho. Założył swoją pracownię artystyczną w Murcji, gdzie przyjmował uczniów.